# Steffen Büttner
Steffen Büttner (ur. 2 listopada 1963) – niemiecki piłkarz występujący na pozycji obrońcy.

## Kariera klubowa
Büttner treningi rozpoczął w zespole BSF Motor TuR Übigau. W 1977 roku przeszedł do juniorów Dynama Drezno. W 1984 roku został włączony do jego pierwszej drużyny. W DDR-Oberlidze zadebiutował 4 maja 1985 roku w wygranym 2:1 pojedynku z Dynamem Berlin. W tym samym roku zdobył z zespołem Puchar NRD. Po to trofeum ponownie sięgnął w 1990 roku. Z Dynamem wywalczył także 2 mistrzostwa NRD (1989, 1990). W 1991 roku, po zjednoczeniu Niemiec, rozpoczął z zespołem starty w Bundeslidze. Pierwszy mecz zaliczył w niej 3 sierpnia 1991 roku przeciwko 1. FC Kaiserslautern (0:1). W Bundeslidze w barwach Dynama grał przez rok.
W 1992 roku Büttner odszedł do Unionu Berlin z Oberligi, stanowiącej trzeci poziom rozgrywek. W 1993 roku oraz w 1994 wywalczył z nim awans do 2. Bundesligi, jednak z powodu kłopotów finansowych, zespół nie otrzymał licencji na grę w tej klasie rozgrywkowej.
W 1995 roku przeniósł się do zespołu Dresdner SC. Spędził tam 4 lata, a potem odszedł do FV Dresden 06, gdzie w 2001 roku zakończył karierę.

## Kariera reprezentacyjna
W reprezentacji NRD Büttner zadebiutował 28 marca 1990 roku w wygranym 3:2 towarzyskim meczu ze Stanami Zjednoczonymi. W drużynie narodowej rozegrał łącznie 3 spotkania, wszystkie w 1990 roku.